# Портрет Йоганна Фрідріха Саксонського (Тіціан)
«Портрет Йоганна Фрідріха Саксонського» (італ. Ritratto di Giovanni Federico I, elettore di Sassonia) — картина італійського живописця Тіціана (1490—1576), представника венеціанської школи. Створена приблизно у 1550–1551 роках. Зберігається у колекції Музею історії мистецтв у Відні (інв. № GG100).
Картина була придбана ерцгерцогом Леопольдом Вільгельмом (1614—1662) для своєї колекції.
На полотні зображений курфюрст Саксонії Йоганн Фрідріх Великодушний (1503—1554), який був противником імператора у Шмалькальденській війні, був взятий у полон Карлом V у битві під Мюльбергом у 1547 році. Тіціан написав його портрет під час його ув'язнення в Аугсбурзі.
Чудовий прийом Тіціана — зображувана людина не вміщується у рамки картини. Таким чином, художник демонструє у всій неприступності, гордості, занурену у темні роздуми людину, у якої відібрали свободу.